# История Петербургского метрополитена
Исто́рия Петербу́ргского метрополите́на — основные этапы предпосылок и процессов строительства Петербургского метрополитена и его эксплуатации. Строительство началось 21 января 1941 года, когда была образована «Дирекция строительства № 5 НКПС», позже названная «Ленметрострой», изначально воглавленная инженером-путейцем И. Г. Зубковым, затем, после его гибели — инженером и специалистом в области тоннелестроения М. А. Самодуровым, возглавившим Ленметропроект.

## Первые проекты
Проекты сооружений, напоминающих метрополитен, предлагались в Санкт-Петербурге ещё в начале XIX века. Первым таковым был проект тоннеля под Большой Невой, соединяющий Васильевский остров с Адмиралтейской стороной, в 1814 году предложенный английским инженером французского происхождения Марком Изамбардом Брюнелем, однако проект не был реализован в связи со смертью императора Александра I. Позже были представлены детальные проекты сооружения подземной железной дороги, соединяющей разные берега города, но они также не нашли отклика у императора — вместо неё в 1855 году соорудили Николаевский (ныне — Благовещенский) мост, который снял строительство тоннелей с повестки, однако вскоре транспортная проблема встала с новой силой. К концу XIX века строительство метрополитена в столице Российской империи начало обсуждаться всерьёз. О планах Петербургского метрополитена шумно спорили газеты, а видные инженеры обсуждали достоинства и недостатки проектов. Тем временем в Петербурге не было даже электрического трамвая. Противодействие городских властей, желавших взять этот вид транспорта под свой контроль, в конечном итоге стало одной из причин того, что проект метрополитена тогда так и не был осуществлён.

## Создание
Вопрос о проектировании современного подземного метрополитена был поставлен в 1938 году по инициативе Председателя исполкома ленинградского городского совета А. Н. Косыгина. За основу дальнейшей разработки был принят проект ЛНИИКХ 1937 года, основанный на новом генплане Ленинграда от 1935 года. Проектом предусматривалось три диаметральных линии, радиальная, кольцевая линия, и южная линия. В качестве первой очереди была выделена трасса Кировско-Выборгского направления. Разработка, начавшаяся в 1940 году, была поручена московскому институту «Метропроект». К работе были привлечены и ленинградские специалисты. Решение о сооружении ленинградского метро было утверждено 21 января 1941 г. приказом Народного комиссара Лазаря Кагановича за № 27 «О создании Строительства № 5 НКПС». Первым начальником строительства метро стал Иван Георгиевич Зубков.
Работы по сооружению метро прервала Великая Отечественная война. Через пять дней после начала войны решением Военного Совета Северо-Западного фронта «Строительство № 5 НКПС» переключилось на строительство оборонительных сооружений вокруг Ленинграда. Пройденные стволы и выработки пришлось затопить, спасая от обрушения. Во время войны метростроевцы строили тупики и склады, железнодорожные ветки и портовые сооружения в осажденном Ленинграде.

## Первая очередь
После окончания войны, 3 декабря 1946 года приказом № 795/ЦЗ, организуется первый Ленинградский филиал «Метропроект» — «Ленметропроект», а также «Строительство № 5 НКПС» преобразуется в «Ленметрострой». Сотрудникам Ленметропроекта для продолжения строительства пришлось пересмотреть первоначальный проект. 3 сентября 1947 года было возобновлено строительство Ленинградского метрополитена. Уже в сентябре 1948 года технический совет управления утвердил проектное задание на создание механизированного проходческого щита. В 1949 году опытный образец проходческого щита был готов и установлен в забое. За создание горнопроходческого щита группа инженеров Кировского завода была удостоена Государственной премии СССР. Специалисты Метростроя и НИИ Горной механики и маркшейдерского дела создали оптический прибор, позволяющий с высокой точностью вести щит в забое. 7 марта 1954 года бригада Л. Конькова уложила последнее кольцо тюбингов в левом перегонном тоннеле между станциями «Владимирская» и «Пушкинская». Механизированный щит вошёл в демонтажную камеру. Этой сбойкой была полностью завершена проходка перегонных тоннелей на всей трассе первой очереди Ленинградского метрополитена. Началось строительство и отделка наземных вестибюлей, электромонтажные работы.
8 октября 1955 года в 6 часов 14 минут, по первому участку первой очереди прошел пробный поезд. 15 ноября 1955 года в Ленинградском метрополитене началась постоянная эксплуатация станций первой очереди. Начало свою работу специально организованная площадка «Автово», размером более 52 га, с первым одноименным депо, складом службы технического снабжения, мастерских службы сигнализации и связи, тоннельных сооружений, электроподстанций и сетей, санитарно-технической и эскалаторной. За трудовую доблесть коллектив Ленметростроя был удостоен высшей награды — ордена Ленина. По всей трассе первого участка метрополитена уложено около 200 тысяч тонн чугунных тюбингов, вынуто 1346 тысяч кубометров грунта, уложено 365 тысяч кубометров бетона и железобетона. В период монтажных работ проложены сотни километров разного кабеля. После номинального открытия станция «Пушкинская» из-за проблем при строительстве наклонного хода вновь закрылась, работы были закончены только 30 апреля 1956 года.
Ещё до сдачи первого участка в эксплуатацию развернулись подготовительные работы по сооружению станций второго участка первой очереди — «Чернышевская» и «Площадь Ленина». Основное строительство второго участка стартует сразу после пуска первого участка. Участок трассы пересекает глубокий размыв в толще кембрийских глин, заполненный моренными отложениями, песками с вкраплением гальки, валунами твёрдых пород, а также пластичными глинами. Размыв находился на месте нынешнего Ковенского переулка, отсюда и название — Ковенский размыв. В конце октября первый тоннель прошел через размыв. Задание было выполнено на пять дней раньше срока. В ночь на 29 января 1957 года завершилась проходка второго тоннеля через Ковенский размыв. В начале марта 1958 года была досрочно завершена проходка левого перегонного тоннеля под Невой, так в первый раз метростроители пересекли Неву. Два подводных тоннеля были сооружены всего за 170 дней. Умелая организация работ обеспечила высокую скорость строительства, безопасность для строителей и сокращение сроков проходки в три раза. Благодаря этому стоимость сооружения тоннеля под руслом реки сокращена более чем на 6 миллионов рублей. На строительстве второго участка Кировско-Выборгской линии началось экспериментальное, а затем и серийное внедрение железобетонных тюбингов. Впервые в строительстве метро для прокладки тоннеля под рекой и крепления забоя использовался сжатый воздух. Возведение вестибюля станции «Площадь Ленина» в строящемся здании Финляндского вокзала представляло трудности для строителей, под фундамент здания нужно было уложить сваи в виде тридцатиметровых металлических труб. 1 июня 1958 года на шесть месяцев раньше срока вошёл в строй второй участок первой очереди метро. Продление линии до Финляндского вокзала решило принципиальную задачу — соединения всех железнодорожных вокзалов на одной ветке метро.

## Вторая очередь
Московский проспект шестидесятых годов, одна из самых оживлённых транспортных магистралей Ленинграда. Наземный пассажирский транспорт не мог справиться с людским потоками, которые устремлялись к гигантам индустрии — заводу «Электросила» и фабрике «Скороход». С учётом плана дальнейшего промышленного и социального развития района было составлено технико-экономическое обоснование маршрута трассы и протяжённости первой очереди Московско-Петроградской линии. В 1958 году было утверждено предложение Ленгорисполкома о сооружении подземной магистрали «Технологический институт» — «Фрунзенская» — «Московские Ворота» — «Электросила» — «Парк Победы», здесь предстояло соорудить 6,62 километра подземного пути. На шахтах этой ветки, впервые в практике Ленметростроя предстояло опробовать сборные железобетонные конструкции взамен монолитного бетона и чугунных тюбингов. Новый метод давал преимущество — раньше проходчикам приходилось ждать, когда поспеют за ними укладчики бетона, оставлять «без надзора» пройденный участок было опасно (деревянные крепления могли осесть), не выдержав натиска горного давления следовательно бетонировать приходилось сразу, а для этой цели требовалась дополнительная бригада. Сейчас, когда проходка и обделка железобетонными конструкциями велись одновременно, надобность в этом отпала. С применением новой технологии стоимость строительства второй очереди снизилась на 37 процентов по сравнению с первой. При проектировании было применено новшество — для максимального удобства пассажиров, пересадка с линии 1 на линию 2 на станции «Технологический институт», осуществляться переходом с одной стороны платформы на другую. Также впервые в Ленинграде была спроектирована, а затем сооружена станция закрытого типа, похожая на горизонтальный лифт. 19 декабря 1958 года на трассе произошла первая сбойка между 304-й и 305-й шахтами. Сбойка произведена не только с высокой точностью, но и на шесть дней раньше. В 1959 году произошла первая скоростная проходка на перегоне между станциями «Электросила» и «Московские ворота»: за 6 месяцев щит преодолел 1300 м. Наивысшая среднесуточная скорость — 18 м. 13 августа 1960 года открылся второй вестибюль станции «Площадь Восстания», красной ветки метро, с выходом на Московский вокзал и Лиговский проспект. Осенью 1960 года завершены проходческие работы на первом участке, началась отделка станций и вестибюлей, монтаж постоянных конструкций. 26 апреля 1961 года по трассе первого участка Московско-Петроградской линии прошли пробные поезда. Регулярное движение поездов на линии «Технологический институт» — «Парк Победы» началось 29 апреля 1961 года.
Ещё когда на первом участке второй очереди шли отделочные работы, механизированные щиты уже двинулись через Неву на Петроградскую сторону. Началось строительство участка «Технологический институт» — «Площадь Мира» — «Невский проспект» — «Горьковская» — «Петроградская». Для проходки наклонного хода и вестибюля станции «Площадь Мира», Ленвзрывпромом 1 февраля 1961 года, была взорвана Церковь Спаса на Сенной вместе с соседним доходным домом. Также для строительства вестибюля станции «Невский проспект», были снесены Перинные ряды и портик Руска, в 1972 году портик был восстановлен с несколько изменёнными пропорциями, а в 2004 году был построен торговый центр «Перинные ряды», совершенно непохожий на предыдущий. В дальнейшем метростроители встретились с другой проблемой — на глубине 5-6 метров был вскрыт почвенный слой со значительным притоком воды. Попытки переменить водоотлив и водопонижение результатов не дали. В дальнейшем выяснилось, что котлован вестибюля разместился на русле речки Кривуши, которая брала своё начало на заболоченной территории ныне Михайловского сада и Марсового поля, проходила вдоль Михайловской улицы и Перинной линии и впадала в реку Мойку. После пожара деревянного Гостиного двора и строительства каменного, Кривуша была засыпана строительным мусором и о ней забыли. В одну из ночей она прорвалась в уже готовый котлован, чуть не погубив всё сооружение. Метростроители решили эту проблему и выполнили работы по строительству раньше срока. Впервые в Ленинграде был осуществлен проект строительства подземного перехода с подуличным размещением вестибюля. На этом участке впервые стали не отводить щит в специальную демонтажную камеру, а стали разбирать непосредственно в рабочем забое, благодаря этому создавалась большая экономия времени и материалов, а также полностью исключалась осадка поверхности почвы. Наведение подводной «переправы» через Неву происходило с двух сторон — от станций «Невский проспект» и «Горьковская». В ночь на 23 августа 1961 года между станциями «Невский проспект» и «Площадь Мира» произошла первая сбойка. В июне 1961 года механизированный щит со стороны «Горьковской» вошел в подводный участок, но после того, как за щитом оставалось 100 м тоннеля, проходку пришлось приостановить. Технический совет «Ленметростоя» принял решение ещё глубже уходить под русло реки из-за выявления неблагоприятной зоны, а для плавного перехода пришлось перебрать 100 м уже готового туннеля. В связи с изменением уклона трассы щит оказался на два метра выше нового уровня откаточных путей, и чтобы не тратить время на разбору и сборку щита на новом месте было принято решение спустить щит по направляющим балкам до требуемого уровня. Параллельно строительству второго участка, 4 августа 1962 года был открыт второй выход на поверхность станции «Площадь Ленина» в сквере на Боткинской улице. На строительстве была применена технология скипового подъёма, позаимствованная у угольных шахтёров, однако принцип транспортировки изменили — из вагонеток порода попадает в специальный подземный бункер (так называемый накопитель), отсюда скип черпает кембрий и поднимает его на поверхность. Благодаря этому пропускная способность шахты № 315 была в 2,5-3 раза выше, чем на остальных участках. Ещё одна новинка — создание и применение шагающего тюбингоукладчика. Строительство второго участка было завершено досрочно. 1 июля 1963 года по новой трассе протяжностью 5,9 км прошли первые поезда.

## Третья очередь
После завершения строительства продолжения Московско-Петроградской линии, основные силы были переброшены на строительство первого участка Невско-Василеостровской линии. Новый участок «Василеостровская» — «Площадь Александра Невского» длиной 8 км должен был пересечь город в поперечном направлении, пройдя под Невой к Васильевскому острову. С помощью трех пересадочных узлов («Технологический институт», «Площадь Восстания» и «Гостиный двор») должна обеспечиваться связь между крупнейшими промышленными и жилыми районами Ленинграда. При проектировании и строительстве было необходимо гарантировать сохранность архитектурных памятников на Невском проспекте. Также потребовалась точные расчеты, чтобы избежать неприятных осложнений при прокладке туннелей рядом с действующими линиями. Станции данной линии проектировались закрытого типа (горизонтальный лифт). При проектировании и строительстве станций «Невский проспект» и «Гостиный Двор», их скомпоновали так, что они были ориентированы друг на друга торцами под прямым углом, что позволяет осуществить кратчайшую пересадку с одной линии на другую, воспользовавшись эскалатором в конце станции, либо перейдя по лестнице и подземному коридору в центральной части зала. Параллельно велось строительство второго выхода со станции «Невский проспект», расположенный на пересечении одноимённого проспекта и канала Грибоедова. Для его строительства потребовалось разобрать, а затем заново собрать здание Малого зала филармонии (бывший Дом Энгельгардта). Наземный вестибюль станции «Гостиный Двор» встроен в задние одноименного универмага, по замыслу строителей он должен был напрямую соединяться с подземным переходом под Садовой улицей, но это не было реализовано. После тщательной предварительной подготовки, был поставлен рекорд скорости проходки — за 25 дней прошли 300 м нового туннеля. В строительстве данной ветки впервые были применены армоцементные зонты, которые существенно снижали затраты на обслуживание станций. 1 июня 1966 года на Кировско-Выборгской линии было открыто движение на участке от станции «Автово» до станции «Дачное». 30 апреля 1967 года был открыт второй выход со станции «Невский проспект». Выход расположен так, что пассажиры попадают в одно из красивейших мест города — прямо перед выходом расположен Казанский собор, вдалеке храм Спас на Крови, а через канал расположен Дом компании «Зингер». 3 ноября 1967 года первый участок Невско-Василеостровской линии был введен в строй.
В 1967 году стартуют работы по сооружению третьего участка Московско-Петроградской линии «Парк Победы» — «Московская». При этом основные силы были направлены на строительство второго участка Невско-Василеостровской линии. Новый участок должен продлить линию на 1,9 км. При строительстве перегонных туннелей обнаружились залежи водонасыщенного песчаника, по крепости не уступающего бетону. Из-за такой твёрдости у щита один за другим тупились победитовые резцы. Вследствие чего, после проходки 11 метров тоннеля, от постоянного применения механизированного щита пришлось отказаться и использовать отбойные молотки. Строители подсекали нижнюю часть забоя, а потом рубили породу по откосу, вырубая слой песчаника до глубины которой достигала пика молотка, затем осторожно пускали в ход щит — он выбирал кембрийскую глину. Дальше строители решили применить взрывчатку. Проект подрыва совместно разработали специалисты Горного института и треста «Трансвзрывпром». Опыт применения взрывчатки был использован при проходке левого тоннеля до станции «Парк Победы», там песчаник оказался куда крепче. Применение взрывов значительно ускорило ход работ. Вестибюль станции «Московская» с разветвленной сетью подземных переходов, расположен под Московским проспектом рядом с Московской площадью. Торжественное открытие участка состоялось 25 декабря 1969 года.
Второй участок зелёной линии должен был пройти от «Площади Александра Невского» вдоль левого берега Невы к кварталам Невской заставы. Сразу после ввода первого участка, стартовали работы по строительству перегонных туннелей и наземных вестибюлей станций «Елизаровская» и «Ломоносовская». При строительстве перегонного туннеля к «Ломоносовской» в шахте № 409 прорвалась вода. Сотни кубометров разжиженной породы растеклись по тоннелю, работать в тоннеле становилось небезопасно, после чего была подана команда покинуть рабочую зону и начать сооружать перемычку. В самый разгар аварийных работ произошел взрыв метана, к счастью без пострадавших. После контрольных проверок на газ, возобновились работы по сооружению перемычки. Поднятая на три метра перемычка перегородила путь плывуну, но не смогла в должной мере с ним справиться, после чего было принято решение строить ещё одну перемычку на расстоянии 100 метров от первой. По затопленным путям не могли ходить вагонетки, все материалы приходилось доставлять вручную. Десятки людей образовали живой конвейер и беспрерывно подавали требуемый материал. На помощь метростроителям пришли солдаты Ленинградского военного округа и крупные промышленные предприятия города. Тем временем плывун приближался к вентиляционному ходу, соединявший оба тоннеля. Было принято решение забетонировать ход, а по мере затвердевания бетона создать в левом туннеле противодавление водой. Одновременно в правом туннеле сооружалась кессонная камера, чтоб отжимать породу воздухом, подмываемым под высоким давлением. В конечном итоге, спустя 12 дней и ночей, строители смогли остановить стихию, после чего было принято решение заморозить опасную зону. Всего на ликвидацию аварии ушло почти шесть месяцев. К середине 1970 года последствия аварии были ликвидированы и строительство вошло в утвержденный рабочий график. Именно на этом участке впервые был опробован новый метод обделки тоннелей — набранные из блоков кольца с помощью гидравлических домкратов разжимаются в горной выработке и следовательно прижимаются к породе, тем самым избавляя строителей от необходимости заполнять пространство между кольцами специальным цементно-песчаным раствором. Только на сооружении одного кольца данный метод экономит около 500 кг цемента или примерно 500 тонн на один километр трассы. На механизированной проходке перегонного тоннеля «Пл. Александра Невского» — «Елизаровская» установлен рекорд дальности — 3 км. 21 декабря 1970 года, на 10 дней раньше срока, второй участок протяженностью 6 км был введен в строй.

## Постсоветский период(1991-2009)
С 1997 года по 2007 год из-за недостаточного финансирования было открыто только шесть станций. Однако в 1994 году за десять лет планировалось построить гораздо больше и практически удвоить метро, построив три новых линии и 61 новую станцию, но открылось в десять раз меньше и количество линий осталось таким же.
Для постройки метро стали применяться механизмы спонсорства. Первая станция, построенная с привлечением средств меценатов — «Крестовский остров».

### Размыв
С конца 1995 до июня 2004 года движение на 2-километровом участке Кировско-Выборгской линии между станциями «Лесная» и «Площадь Мужества» было закрыто из-за так называемого «размыва» (прорыва воды в тоннели перегона). Ещё 8 апреля 1974 года в процессе  строительства строители столкнулись с проблемой прорыва грунтовой воды, с которой боролись заморозкой. 6 декабря 1995 года произошёл повторный прорыв воды в тоннели и движение на этом участке было прекращено. Работы по строительству обходных тоннелей заняли 9 лет — до 2004 года, и поглотили существенную часть финансов, выделенных на строительство Петербургского метрополитена.

## 2010-е

### Обвинения в коррупции главы «Метростроя»
В декабре 2019 года в Санкт-Петербурге задержали экс-гендиректора петербургского «Метростроя» Николая Александрова. Его заподозрили в присвоении и растрате бюджетных средств в особо крупном размере. Он провёл под арестом почти год, а в 2020-м его отпустили под подписку о невыезде. Тогда же временный управляющий компании Григорий Авдеев попросил привлечь экс-директора и его отца, который возглавлял организацию до 2017 года, к субсидиарной ответственности на почти пять миллиардов рублей.
2020-й год для «Метростроя»: постоянный кризис, включающий в себя корпоративный конфликт, оставивший предприятие без совета директоров, заблокированные счета, остановку проходки, а главное — почти гарантированный уход с рынка. Смольный принял решение не латать пробоины в «Метрострое», несмотря на то что у города там крупнейший пакет в 46 % и он много лет пытался перехватить рычаги управления у Александровых. ВТБ зарегистрировал компанию «Метрострой Северной столицы», 65 % в которой отдает Петербургу и которая получит статус единственного поставщика.

## 2020-е
В 2020-е годы в Петербурге была открыта только одна новая станция метро, Горный институт.

### Банкротство «Метростроя» и создание «Метростроя Северной Столицы»
Системный кризис со строительством метро в Петербурге достиг масштабов, который больше нельзя было игнорировать. Создали компанию при участии города и ВТБ с контрольным пакетом у города, начали перевод всех сотрудников «Метростроя» в «Метрострой СС». Специальным постановлением правительства России «Метрострою Северной Столицы» был присвоен статус «единственного поставщика», призванный упростить процессы заказа проектных работ и сократить срок их разработки и строительства. Расплатились с долгами по зарплате, заключили контракты с бывшими дочками «Метростроя». К январю 2022 работы по проходке шли в штатном режиме. Новый год коллектив обновлённого предприятия встретил сбойкой между «Путиловской» и «Юго-Западной» шестой линии.

## Прочее

### Знаменательные даты

#### 300-летие Петербурга
Метрополитен к 300-летию Петербурга в подарок получил предусмотренное проектом и не завершённое на момент открытия, художественное оформление станции метро «Крестовский остров»

#### Полувековой юбилей Петербургского метрополитена
В 2005 году праздновался юбилей Петербургского метрополитена. Несмотря на ограниченность бюджета мероприятия в связи с дотационным положением организации, метрополитен постарался достойно встретить юбилей, проведя следующие праздничные мероприятия:
- Открытие музея метрополитена[источник не указан 634 дня];
- Создание ретропоезда метрополитена;
- Наружное украшение вестибюлей станций баннерами;
- Установка в лайтбоксах плакатов с выдержками статей, посвященных открытию метрополитена;
- Внутреннее украшение метропоездов: дополнение рекламы типа А2 наклейками «50 лет метрополитену»[53]. Такие же наклейки на левом верхнем углу рекламы с кодом номера заказа больше 930.
- В составе каждого из составов 1 линии вагоны с красными полосками на боку, между ними надпись «1955 50 лет метрополитену 2005» с эмблемами на годах. Окраска вагонов стандартная.
- Для установки на «Площади Восстания» был изготовлен 3-метровый шар — поздравление[источник не указан 634 дня].
- С 31 января по 27 февраля 2006 года в Невской куртине Петропавловской крепости проходила выставка «Петербургский метрополитен: от идеи до воплощения. К 50-летию со дня открытия», на которой была представлена история проектирования и строительства петербургского метро с начала XX века[54].

#### Ретросостав
Стилизованный ретросостав был создан к 50-летнему юбилею метрополитена из вагонов типа Е. Включал в себя два головных вагона, шесть промежуточных и один запасной.
Это были  современные вагоны, стилизованные снаружи под исторические: верхняя часть вагона была салатного цвета, нижняя — голубого, посередине — прямая полоса тёмно-синего цвета. На вагонах была нарисована старая эмблема метрополитена (с гербом СССР), в качестве праздничного оформления все вагоны состава украшались красной полосой по боку. В дополнение к этому у головных вагонов были аналогично оформлены торцы. При этом внутри вагоны были отделаны линкрустом нового образца (без рисунка) и имели актуальную на тот момент окраску — в жёлтый цвет. Головные вагоны пришли из депо «Невское», промежуточные — из депо «Северное».
В этом составе не было рекламы, а привычные для пассажирова рекламоместа были заняты исторической информацией.

### Руководители Петербургского метрополитена
- Иван Новиков 
 1 января 1955 года — 1 октября 1965 года[источник не указан 634 дня].
- Владимир Аверкиев 
  1 октября 1965 года — 24 марта 1976 года[55][56].
- Алексей Денисов
 25 мая 1976 года — 30 июля 1982 года[источник не указан 634 дня].
- Владимир Капустин 
 24 марта 1983 года — 4 декабря 1985 года[источник не указан 634 дня].
- Виктор Елсуков
 4 декабря 1985 года — 13 февраля 1990 года[источник не указан 634 дня].
- Владимир Гарюгин 
  29 января 1990 года — 4 августа 2020 года[57].

### Изменение времени работы метрополитена
| Дата                    | Время открытия | Время закрытия | Документ                                                                  | Причина                                                          | Автор                    |
| ----------------------- | -------------- | -------------- | ------------------------------------------------------------------------- | ---------------------------------------------------------------- | ------------------------ |
| до декабря 1992 года    | 05:30          | 01:00          | -                                                                         | так же, как и в Московском метрополитене                         | -                        |
| C 7 декабря 1992 года   | 05:30          | 00:30          | Распоряжение мэра Санкт-Петербурга от 3 декабря 1992 года № 1088-р        | В целях снижения убыточности работы Петербургского метрополитена | Мэр А. А. Собчак         |
| C 23 сентября 1996 года | 05:45          | 00:00          | Распоряжение Губернатора Санкт-Петербурга от 13 сентября 1996 года № 210р | В целях снижения убыточности работы Петербургского метрополитена | Губернатор В. А. Яковлев |

### Подвижной состав Петербургского метрополитена
Пассажирские вагоны типа Г были доставлены в Ленинград в количестве 40 штук. Именно они работали на первой линии Ленинградского метрополитена «Площадь Восстания» — «Автово», открывшейся 15 ноября 1955 года. Обслуживались вагоны электродепо «Автово». По некоторым данным, в 1965 году все вагоны типа Г из Ленинграда переданы в Москву, где они работали до 1975 года.
Пассажирские вагоны типа Д были переданы в депо «Автово» (Ленинград) в количестве 140 вагонов в 1961 году. Пассажирские перевозки этими вагонами не осуществляются с 1992 года (депо «Московское»).